# Nassir Maachi
Nassir Ahmed Maachi (Naarden, 9 settembre 1985) è un calciatore olandese, attaccante del De Posthoorn.
Possiede anche il passaporto marocchino.